# Comicforum
Das Comicforum ist ein seit 2000 betriebenes Internetforum zum Thema Comic mit gegenwärtig rund 94.500 registrierten Benutzern.

## Entwicklung und Inhalte
Beim Start des Comicforums war es das einzige deutschsprachige Onlineportal im Comicbereich und insbesondere vor der Gründung sozialer Netzwerke wie Facebook auch das wichtigste Medium dieser Art für die deutschsprachige Comicszene. Zahlreiche große Comicverlage wie Carlsen, Ehapa und Panini eröffneten innerhalb des Comicforums eigene offizielle Subforen.
2002 verließ Carlsen das Comicforum und eröffnete neue offizielle Subforen auf dem Onlineportal des Events Comics in Leipzig. 2004 ging Panini ebenfalls eigene Wege und eröffnete das Panini-Forum, das bis 2019 bestand. 2009 kehrte Carlsen mit dem Carlsen Comics-Forum ins Comicforum zurück, das Carlsen Manga-Forum und das Forum zum Magazin Daisuki verblieben bei Comics in Leipzig. Im Januar 2012 verließ auch EMA das Comicforum und wechselte zu Comics in Leipzig, aber schon im Juni 2012 wurden alle Verlags- und diverse Fanforen komplett von Comics in Leipzig ins Comicforum übernommen. Zum 1. Januar 2018 schieden alle Subforen der Verlagsgruppe Egmont aus dem Comicforum vorerst endgültig aus. Tokyopop hat zum 1. August 2019 das Comicforum verlassen. Derzeit sind neben dem großen Verlagshaus Carlsen vor allem viele mittelgroße und kleine Comicverlage im Comicforum vertreten. Daneben gibt es einen großen Künstlerbereich.
Das Comicforum ist heute nicht nur ein Internetforum für Comics, sondern enthält auch Rubriken für Spiele, Bücher, Filme und Musik. Derzeit sind täglich rund 800 Mitglieder aktiv.
Am 20. Dezember 2022 hat der Carlsen Verlag angekündigt, das Comicforum zum Jahresende zu verlassen. Dadurch ist das Comicforum nach eigenen Angaben in finanzielle Bedrängnis geraten.

## Auszeichnung
Für den Künstlerbereich erhielt das Comicforum den ICOM Sonderpreis 2004. Der Interessenverband Comic, der diesen Preis verleiht, begründete dies mit der verbindenden Wirkung, die das Comicforum für Comicfans im deutschsprachigen Raum habe. Zudem würden Netzwerke für Künstler geschaffen, die sich auch auf spätere Publikationen auswirken würden. Das Comicforum sei ein nicht mehr wegzudenkender Faktor in der deutschsprachigen Comiclandschaft.